# Aschenputtel (2011)
Aschenputtel ist ein deutscher Märchenfilm von Uwe Janson aus dem Jahr 2011. Er beruht auf dem gleichnamigen Märchen der Brüder Grimm und wurde vom WDR für die ARD-Reihe Sechs auf einen Streich produziert.

## Handlung
Seit dem Tod ihrer Eltern wird Aschenputtel von ihrer Stiefmutter, zusammen mit deren Tochter Annabella, auf einem Hof aufgezogen. Aschenputtel muss wie die Mägde und Knechte, die dort leben, arbeiten. Zusätzlich wird Aschenputtel von Annabella und der bösen Stiefmutter schikaniert. Um Trost zu finden, sucht Aschenputtel regelmäßig das Grab ihrer Mutter auf, bei dem eine Taube wacht.   
Eines Tages muss Aschenputtel fünf der hauseigenen Ferkel zum Wirtshaus ins Dorf bringen; für jedes soll sie einen Taler erhalten. Mit ihrem Esel Nepomuk, der den Karren zieht, macht sich Aschenputtel auf zum Wirtshaus. Im Wald kippt der Karren mit den Schweinen um, sodass diese entlaufen, während Aschenputtel selbst im Matsch landet. Ein junger Mann, den Aschenputtel als Verantwortlichen für ihr Missgeschick sieht, hilft ihr, die Schweine wieder einzufangen und aufzuladen. Sie bemerkt dabei nicht, dass es sich um Prinz Viktor, den Thronfolger des Königreiches, handelt. Bis auf ein Ferkel können sie zusammen alle wieder einfangen. Aschenputtel setzt ihren Weg fort und erhält nur vier Taler.
Als Aschenputtel ihrer Stiefmutter und deren Tochter nur vier Taler aushändigt, wird sie beschuldigt, einen Taler für sich behalten zu haben. Die beiden finden einen Kamm in Aschenputtels Tasche, den diese am Grab ihrer Mutter gefunden hatte, und bezichtigen sie des Diebstahls. Aschenputtel muss als Strafe weitere Arbeit im Hause verrichten.  
Der junge Prinz begegnet im Schloss seinem Vater, dem König, der ihm erklärt, dass er demnächst seine Nachfolge antreten soll. Der König lädt deshalb alle unverheirateten Mädchen des Landes zu einem festlichen Ball ein, damit sich der Prinz eine Braut wähle. Als Aschenputtel das Grab ihrer Mutter erneut besucht, findet sie wieder einen Kamm, der noch schöner ist als der erste. Ein Bote des Königs verkündet der Stiefmutter und deren Tochter die Einladung zum königlichen Ball. Die Stiefmutter ist entzückt. Aschenputtel, das alles mitgehört hat, bittet ihre Stiefmutter, auch zum Ball gehen zu dürfen. Die Stiefmutter willigt ein, unter der Bedingung, dass Aschenputtel zahlreiche Arbeiten erledigen soll.
Unter anderem wird sie losgeschickt, um drei Säcke Mehl aus der Mühle zu holen. Als sie einem angeblichen Jägersmann begegnet, passiert ihr erneut ein Missgeschick, sodass sie am ganzen Körper voller Mehl ist. Dort präsentiert sie dem Prinzen ihre Schießkünste.
Nachdem Aschenputtel die Arbeit zur Zufriedenheit der Stiefmutter ausgeführt hat, geben sie und Annabella ihr eine weitere, letzte Aufgabe: Aschenputtel muss Erbsen und Linsen getrennt aus der Asche lesen. Durch Hilfe der Tauben gelingt ihr dies rechtzeitig, was die Stiefmutter und deren Tochter beeindruckt. Sie lassen Aschenputtel dennoch nicht auf den Ball, mit der Begründung, sie sei zu schmutzig und nicht schick genug für solch ein Fest. Die Stiefmutter und Annabella fahren zum Schloss und lassen Aschenputtel zurück, welche wieder das Grab ihrer Mutter besucht. Während sie in Tränen unter dem Baum liegt, bekommt sie ein Ballkleid und passende Schuhe. Ihr Esel Nepomuk verwandelt sich in einen Schimmel, auf dem sie zum Schloss reitet. Dort erkennt sie, dass der vermeintliche Jäger in Wirklichkeit Prinz Viktor ist. Die beiden tanzen miteinander. Als Viktor Aschenputtel fragt, ob sie sich kennen würden, stellt sie ihm ein Rätsel, welches auf ihre ersten beiden Treffen im Wald anspielt. Der Prinz kann dieses Rätsel aber nicht lösen. Die Stiefmutter und Annabella erkennen Aschenputtel wieder und zerren es vom Ball weg, wobei Aschenputtel stolpert und einen Schuh verliert. Im Schlosspark wird sie von Annabella in den Schlossteich geschubst, weshalb sie mit ihrem Pferd wegreitet. Als die Stiefmutter und deren Tochter nach Hause kommen, wird Aschenputtel in eine Kammer im Boden gesperrt.  
Der junge Prinz macht sich auf die Suche nach Aschenputtel, findet zunächst aber nur den von ihr verlorenen Schuh. Daraufhin reitet er aus und kommt schließlich zum Hof der Stiefmutter. Auf der Schwelle freit er die Tochter der Stiefmutter. Obwohl die Stiefmutter genau weiß, dass er Aschenputtel im Sinn hatte, lässt sie Annabella ein Kleid anziehen, welches dem von Aschenputtel auf dem Ball getragenen Kleid sehr ähnlich ist. Außerdem verdeckt sie ihr Gesicht, um nicht erkannt zu werden.
Die Stiefmutter tritt mit ihrer Tochter vor den Prinzen. Als dieser von Annabella verlangt, dass sie den Schuh, den er gefunden hat, anprobiert, geht sie mit ihrer Mutter ins Haus. Beide merken, dass der Schuh zu klein ist, weshalb die Stiefmutter kurzerhand die große Zehe ihrer Tochter abhackt und sie vor den Prinzen führt. Der Prinz glaubt, dass sie die Tänzerin ist. Die Taube, die immer auf dem Grab von Aschenputtels Mutter wachte, weist den Prinzen darauf hin, dass Blut im Schuh sei und dass die rechte Braut noch daheim säße. Der Prinz enthüllt das verschleierte Gesicht und merkt den Schwindel, während Annabella über ihren schmerzenden Fuß klagt. Die Magd Johanna befreit Aschenputtel aus dem Untergeschoss. Aschenputtel läuft daraufhin nach draußen, wo sie auf den Prinzen trifft, der sie anhand des Aussehens und des Schuhs wiedererkennt. Beide geben sich das Ja-Wort. Aschenputtel lädt alle Knechte und Mägde ein, mit ihnen auf das Schloss zu kommen. Sie lassen die Stiefmutter und deren Tochter allein auf dem Hof zurück, damit sie erkennen, was sie ohne Mägde und Knechte sind. Annabella versucht zwar, mit Aschenputtel mitzugehen, wird aber von der Stiefmutter zurückgezerrt.

## Hintergrund

### Produktion, Veröffentlichung

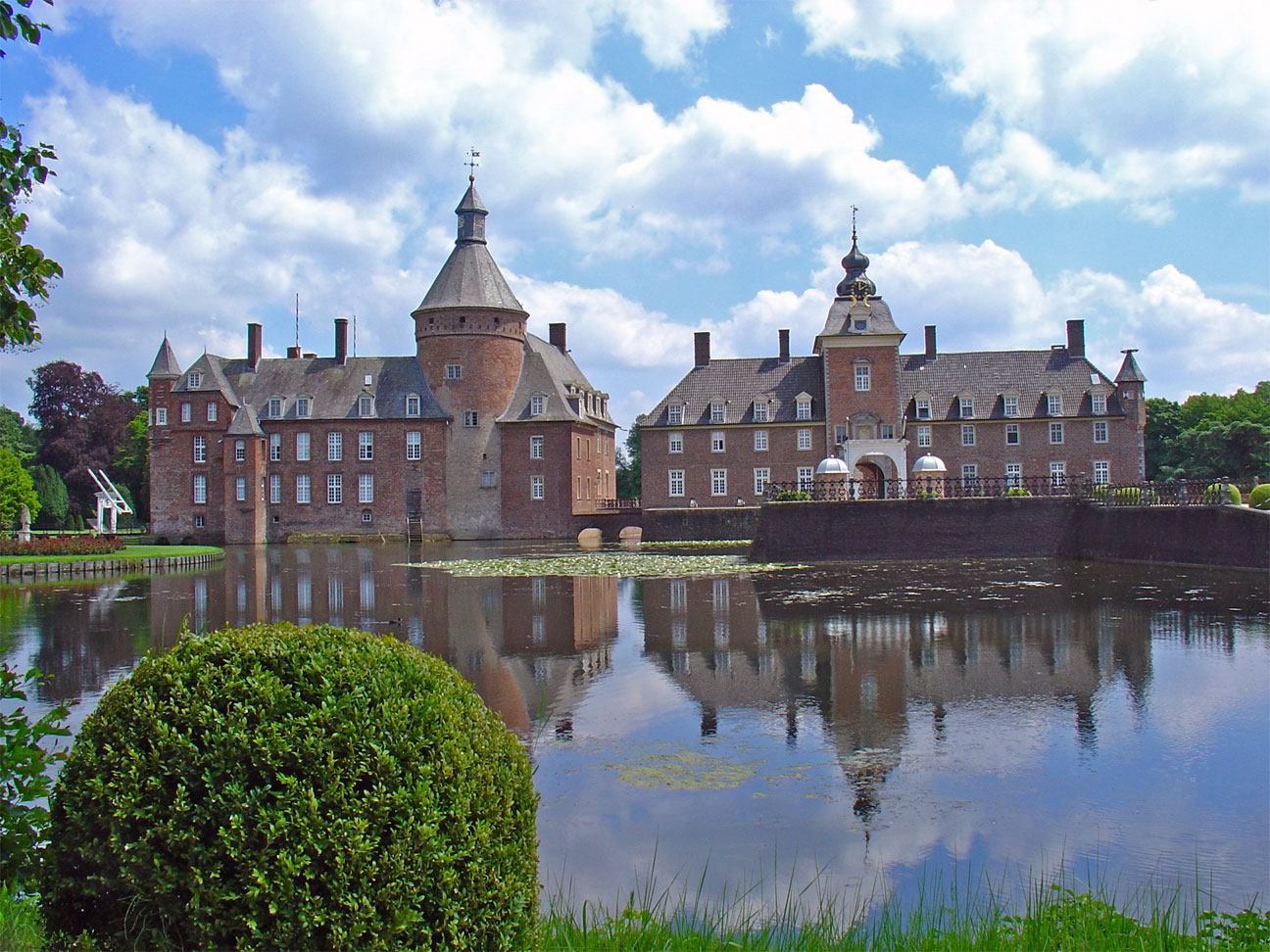
Burg Anholt in Isselburg war Kulisse für das Königsschloss

Gedreht wurde vom 4. Mai 2011 bis zum 24. Mai 2011. Drehorte waren das LWL-Freilichtmuseum Detmold, die Externsteine sowie das Wasserschloss Burg Anholt. Im Detmolder Freilichtmuseum wurde vorwiegend auf dem Mindener Hof gedreht. In einigen in Detmold gedrehten Szenen ist auch die Kapellenschule aus Werthenbach zu erkennen. 
Die Dreharbeiten wurden in einem Making-of dokumentiert, das als Bonusmaterial auf der DVD zu finden ist.
Der Film wurde am 25. Dezember 2011 im Ersten ausgestrahlt und erreichte 2,62 Millionen Zuschauer. Am 17. November 2011 wurde der Film auf DVD von der KNM Home Entertainment/DVD veröffentlicht.

### Sonstiges
- In einer von der ARD ausgerichteten Zuschauerwahl im Herbst 2012 zur Wiederholungssendung der sechs beliebtesten Verfilmungen der Märchen der Brüder Grimm, die innerhalb der Reihe Sechs auf einen Streich in den Jahren 2008 bis 2011 liefen, erreichte der Film den ersten Platz. Abgestimmt hatten rund 10.000 Teilnehmer.[4]
- Im Fernsehen lief außerdem eine 70-minütige Version.[5]
- Es gibt einige Anspielungen auf den Film Drei Haselnüsse für Aschenbrödel (Es gibt nur eine Stiefschwester, Aschenputtel lebt auf einem Gutshof und es gibt zwei Treffen  zwischen dem Prinz und Aschenputtel im Wald).[6]

## Kritik
„Das von seiner grausamen Stiefmutter und ihrer gemeiner Tochter drangsalierte Aschenputtel dürfte das bekannteste Stehaufmädchen der Literaturgeschichte sein. Der Film erzählt das Märchen der mutigen jungen Frau, die sich allen Bosheiten zum Trotz nicht unterkriegen lässt, konsequent in der Grimmschen Tradition. Auch rußig ein Hingucker: Aylin Tezel!“

„Trotz der guten schauspielerischen Qualitäten kann ich diesem Märchen nur 5/10 Punkten geben. Man wird die Geschichte zwar wiedererkennen aber die Art und Weise der Umsetzung weiß absolut nicht zu überzeugen. Märchen müssen Märchen bleiben!“